# Extrapyramidale Hyperkinesie
Extrapyramidale Hyperkinesien sind Bewegungsstörungen, die auf einer Fehlfunktion jeweils bestimmter Anteile der Basalganglien beruhen, genauer des extrapyramidalmotorischen Systems. Das Wort extrapyramidal kommt daher, dass das System außerhalb der motorischen Pyramidenbahn liegt. Die extrapyramidalen Hyperkinesien werden oft den (ebenfalls extrapyramidalen) Hypokinesien gegenübergestellt.
Zu ihnen gehören u. a.
- Akathisie
- Athetose
- Ballismus bzw. Hemiballismus
- Chorea
- Dystonie
- Myoklonus
- Restless-Legs-Syndrom
- stereotype Bewegungsstörungen
- tardive Dyskinesie
- Tics
- Tourette-Syndrom
- Tremor